# Energa
Energa is een energiebedrijf in het noordoosten van Polen.
Het bedrijf produceert, distribueert en verkoopt elektriciteit. Dit bedrijf ging in 2013 naar de beurs en komt in de beursindex WIG 20 voor.

## Externe links

verdeling van exploitanten van het energiedistributiesysteem in Polen
het gebied van Energa